# Brachyleptura circumdata
Brachyleptura circumdata es una especie de escarabajo longicornio del género Brachyleptura, tribu Lepturini, subfamilia Lepturinae. Fue descrita científicamente por Olivier en 1800.
Se distribuye por Canadá y los Estados Unidos. Mide aproximadamente 7-10 milímetros de longitud. El período de vuelo de esta especie ocurre entre mayo y julio.